# FK Cup
Der FK Cup ist der seit 2010 ausgetragene nationale südkoreanische Pokalwettbewerb im Futsal.

## Geschichte und Hintergrund
Nachdem 2009 mit der FK-League ein landesweiter Ligawettbewerb durch die Korea Football Association etabliert worden war, folgte ein Jahr später die erstmalige Ausspielung eines Pokalwettbewerbs. FS Seoul gewann den ersten Titel und etablierte sich nach zwei Titelverteidigungen als Rekordsieger. Anschließend gewann Jeonju MAG FC zweimal den Titel und wurde mit dem vierten Titel 2018 seinerseits Rekordsieger. 